# Edyta Jurkowlaniec-Kopeć

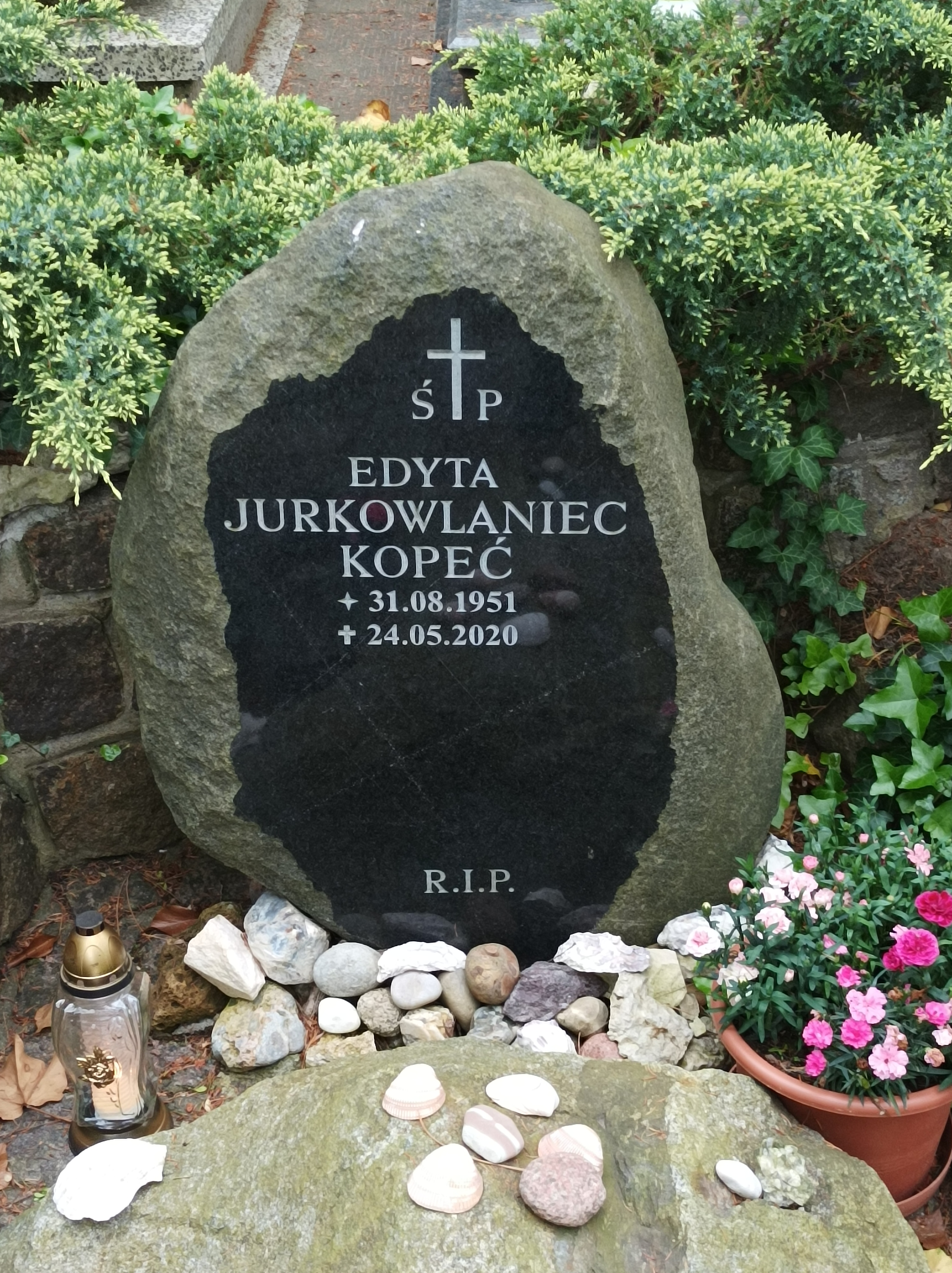
Grób Edyty Jurkowlaniec-Kopeć na Cmentarzu Srebrzysko

Edyta Maria Jurkowlaniec-Kopeć (ur. 31 sierpnia 1951 w Legnicy, zm. 24 maja 2020 w Sopocie) – biolożka, doktor habilitowana i profesor Uniwersytetu Gdańskiego. Kierownik Katedry Fizjologii Zwierząt i Człowieka Wydziału Biologii Uniwersytetu Gdańskiego.

## Życiorys[2]
Ukończyła w 1975 r. studia biologiczne na Uniwersytecie Mikołaja Kopernika w Toruniu. Pracowała na Akademii Medycznej w Gdańsku (Katedra i Zakład Fizjologii) na której uzyskała stopień doktora. W 1987 r. przeniosła się na Wydział Biologii, Oceanografii i Geografii Uniwersytetu Gdańskiego, do Katedry Fizjologii Zwierząt. Była członkinią trzech towarzystw naukowych, w tym członkinią-założycielem Polskiego Towarzystwa Badań nad Snem oraz sekretarzem (1996–2002) i skarbnikiem (2002–2005) Gdańskiego Oddziału Polskiego Towarzystwa Fizjologicznego. W latach 2014–2015 przewodnicząca Lokalnej Komisji Etycznej ds. Doświadczeń na Zwierzętach w Gdańsku. Była także laureatką 7 zespołowych nagród JM Rektora UG. Pochowany na cmentarzu Srebrzysko (I-pole I-2-11).

## Wybrane publikacje
- Domózgowe iniekcje katecholamin jako wzmocnienie w zachowaniu motywacyjnym – rozprawa doktorska, Gdańsk 1983.
- Hiposomnia bocznopodwzgórzowa i jej charakterystyka, Wydawnictwo Uniwersytetu Gdańskiego, Gdańsk 2003.